# Halle (Achim von Arnim)
Halle ist die erste Hälfte von Achim von Arnims Doppeldrama Halle und Jerusalem, das 1811 im Druck erschien. Die Handlung entspinnt sich in der Universitätsstadt Halle, wo Arnim zwischen 1798 und 1800 Jurisprudenz sowie Mathematik und Physik studiert hatte. Wie Arnim in einer Vorbemerkung selbst mitteilt, wurde der Plot inklusive der Namen der Hauptfiguren aus Andreas Gryphius’ Trauerspiel Cardenio und Celinde (1657) übernommen, das wiederum den Stoff einer italienischen Novelle aufgreift. Die Dialoge des Stücks sind in Prosa gehalten, doch teils jambisch durchrhythmisiert, Arnim nannte diese Technik die „unbestimmte Jambenzeile“.

## Inhalt

### Erster Akt
Der Marktplatz in Halle: Um den Stand einer Kirschenverkäuferin hat sich studentisches Volk gruppiert. Ahasverus erscheint, auf der Suche nach Cardenio, doch trifft ihn nicht an. Erst später erscheint Cardenio, ein junger Privatdozent, und unterhält sich mit einigen Studenten, die Sprache ist studentisch rau. Sie schwärmen ihm von einer jungen Frau vor, Olympie, die Cardenio kurz darauf trifft und in die er sich verliebt.
Doch zunächst steht eine Disputation an, Cardenio opponiert dabei dem Philosophen Wagner. Dieser, ein Vertreter des Rationalismus und Kritiker der Religion, stirbt während der Disputation nach der argumentativen Niederlage gegen Cardenio, oder, wie es im Stück heißt: „an seiner eignen Größe ist er hingestorben, an seiner Schlüsse ungeheurer Folge, an einem Untersatz ist er geblieben, der alles schließen sollte“ (5. Auftritt). Die Leiche Wagners wird mit Doktormantel und Doktorhut auf die Bühne gebracht – quasi ein öffentliches Begräbnis der Aufklärung.
Olympie gesteht ihrem Bruder, dem Baron Viren, dass Cardenio großen Eindruck auf sie gemacht hat. Währenddessen zieht Cardenio mit seinem besten Freund Pamphilio zu Olympies Haus. Letzterer hat einen Trupp Musikanten engagiert. Unter ihrem Fenster spielen sie auf, außerdem gibt es ein Maskenspiel. Olympie nimmt das Geschenk dankend an und will sich dann zur Ruhe legen. Kurz zuvor hat sich allerdings Lysander – mit Hilfe von Olympies Bediensteter Doris – in einem Schrank in Olympies Schlafzimmer versteckt. Er hatte schon lange ein Auge auf sie geworfen, sein Interesse war aber nicht erwidert worden, sodass er sich nun zu einem drastischen Schritt entschlossen hat.
Als sich Olympie dem Schrank nähert, springt Lysander heraus, löscht schnell das Kerzenlicht, gibt Olympie einen Kuss, gibt sich als Cardenio aus und verschwindet. Wegen der Angstschreie Olympies dringt Cardenio in das Haus und Olympies Zimmer ein, wo er sie ohnmächtig vorfindet. Baron Viren und auch Olympie glauben zunächst, dass es Cardenio gewesen ist, der Olympie überfallen und sie geküsst hat. Mithilfe der Musikanten kann Cardenio die Schuld von sich weisen. Als dies geklärt ist, möchte Baron Viren die Hand seiner Schwester Cardenio geben, um etwaigen Gerüchten über die Geschehnisse vorzubeugen. Olympie zeigt sich tief gekränkt von der Idee, Cardenio ohne ihre eingeholte Zustimmung und quasi „aus Mitleid“ gegeben zu werden (16. Auftritt). Cardenio wiederum verflucht die Umstände und verlässt die Szene. Er taucht kurz auf einer studentischen Feier auf, verschwindet aber sogleich wieder wehmütig. Kurz darauf erscheint Ahasverus, der immer noch nach ihm sucht.

### Zweiter Akt
Nach der gemeinsamen Lektüre einiger Gryphius-Verse aus der literarischen Vorlage des Stücks, dem Trauerspiel Cardenio und Celinde, sprechen Baron Viren und Olympie über die Zukunft. Olympie erzählt von einem Traum, in dem sie sah, wie sie ihre verstorbene Mutter nicht Cardenio, sondern Lysander zugeführt hat. Als Lysander dann selbst auftritt, zeigt sich Olympie ihm zugewandt. Nachdem sie ihm ihre Hand versprochen hat, gesteht er, dass er es war, der sich in ihrem Schrank versteckt und ihr den Kuss geraubt hat. Doch dies ändert nichts an Olympies Entscheidung. Die Hochzeit beider soll so schnell wie möglich stattfinden.
Um sich Geld für die Hochzeit zu besorgen, will sich Lysander 1000 Taler von Nathan borgen, einem jüdischen Händler. Dieser schlägt neun Prozent Zinsen drauf und begießt gerade seinen wirtschaftlichen Erfolg, als Pamphilio bei ihm eintrifft. Auch er benötigt kurzfristig Geld, denn sein bester Freund Cardenio hat gerade beim Spiel verloren. Im Streit mit Nathan verlässt Pamphilio die Szene jedoch unverrichteter Dinge. Kurz darauf trifft auch Cardenio beim inzwischen betrunkenen Nathan ein. Dieser bemerkt in seinem Zustand nicht, dass es Cardenio ist, nicht Lysander, der die 1000 Taler mitnimmt. Außerdem hat Cardenio in seinem Monolog gestanden, dass er letzte Nacht den Hauptmann Volte erstochen hat, den er beim Falschspielen erwischt hat.
Als Lysander zurückkehrt, um sein Geld zu holen, wird der Irrtum bemerkt. Nachdem Lysander wutentbrannt das Haus verlassen hat, taucht ein weiteres Mal Ahasverus auf. Er stellt sich Nathan und seiner Frau als „ewger Jude“ vor, „der zum zehntenmal zur Reise um den Erdball ist gezwungen, euch zu bessern, zu bekehren, daß ihr lernt aus meinem Jammer an den wahren Heiland glauben“ – also an Christus (9. Auftritt). Nachdem Ahasverus wieder abgetreten ist, stirbt Nathan plötzlich. (Die Judensatire in diesem zweiten Akt von Halle ist insgesamt mehr als nur „eine unerfreuliche Begleiterscheinung des Stückes“. Die antisemitischen Passagen sind von der Forschung vielfach auf ihren politischen Gehalt hin abgeklopft worden.)
Cardenio begegnet nun zum ersten Mal im Stück Ahasverus. Dieser fragt ihn angesichts der beiden Toten, ob er kein Herz habe. Cardenio macht verbitterte Kommentare und jagt Ahasverus davon.
Auf der Hochzeit von Lysander und Olympie gibt es ein Maskenspiel mit Cardenio als Mohrenprinz, Pamphilio als Weißprinz und einer Prinzessin. Im Spiel um die Gunst der Prinzessin ereifert sich der Mohrenprinz so sehr, dass er erst den Weíßprinzen, dann die Prinzession ersticht. Olympie ist froh, als das allegorische Spiel vorbei ist, das sie interpretiert als Warnung „vor den bösen Folgen wilder Leidenschaft“ (12. Auftritt).
Baron Viren seinerseits ist in Celinde verliebt und begibt sich direkt nach der Hochzeit seiner Schwester zu Celindes Haus. Der nervige Gast wird vom ebenfalls bald eintreffenden Cardenio verjagt. Celinde gesteht Cardenio, dass sie vom Prediger Lyrer in eine Beziehung gezwungen wurde. Als Lyrer erscheint und Cardenio erblickt, fordert er ihn zum Fechtkampf auf. Celinde wirft sich zu Ungunsten Lyrers dazwischen, er wird tödlich getroffen. Der sterbende Prediger verlangt von Cardenio, in sein Haus getragen zu werden.

### Dritter Akt
Der Akt beginnt mit einem Fischerstechen auf der Saale, ausgerichtet von Lysander zur Hochzeitsfeier mit Olympie. Cardenio hat sich eingeschlichen, im Gewand der Halloren. Er gewinnt einen Kampf und erhält als Preise eine goldene Kette aus der Hand Olympies, die ihn auch erkennt. Danach trifft Cardenio auf Olympies ehemalige Bedienstete Doris, die Lysander damals ins Haus verholfen hatte. Sie ist inzwischen entlassen worden und bereut es, Lysander geholfen zu haben. Doris schildert Cardenio die Zusammenhänge der Unglücksnacht. Das Interesse an Celinde scheint bei ihm indessen erloschen zu sein.
In einer Zwischensequenz löst Cardenio dann seinen Geheimorden auf, zu dem einige Studenten gehört haben. Das vorausgehende Streitgespräch zwischen Kümmermann und dem abtrünnigen Stürmer, dem sich Cardenio später anschließt, zeigt auf, dass sich Letzterer gegenüber den ursprünglichen Mitteln des Erkenntnisgewinns, denen sich der Orden verschrieben hatte, weiterentwickelt hat.
Cardenio entzweit sich gewollt mit Pamphilio, denn er will seinen nächsten Plan allein ausführen und Lysander aus Rache töten. Ahasverus erscheint wieder unvermittelt, um Cardenio zu warnen: Er werde inzwischen als Mörder des Falschspielers, des Hauptmanns Volte, polizeilich gesucht.
Celinde hadert mit ihrer Situation und dem erkalteten Interesse Cardenios. Ihre Mutter, die Kriegsrätin Tyche, erscheint und spricht ihr Mut zu. Sie rät ihr zu einem ungewöhnlichen Mittel, um Cardenios Zuneigung zurückzuerlangen: „Um seine Liebe zu gewinnen mußt du ihm Lyrers Herz zu leichter Asch verbrannt in Wein, in Speisen beizubringen suchen.“ (6. Auftritt)
Es ist Nacht geworden, Cardenio hat sich vor das Haus von Olympie begeben, um auf Lysanders Rückkehr zu warten. Doch noch bevor dieser erscheint, wird Cardenio von einer verschleierten Gestalt weggeführt, die er für Olympie hält. Schließlich verschwindet die Gestalt wieder, Cardenio entschlummert im Innern einer Kirche. In derselben Kirche taucht Celinde auf, um unter Anleitung ihrer Mutter den Sarg des Predigers Lyrer zu öffnen und ihm das Herz zu entreißen. Als sie wähnt, der tote Prediger erwache, schreit sie erschrocken auf und weckt dadurch Cardenio. Beide wundern sich darüber, sich hier zu treffen. Celinde zieht Cardenio dann fort. Sie treffen auf Ahasverus. Der schuldgeplagten Celinde rät er, zum Grab Jesu zu pilgern, um zu sühnen. Cardenio, der mit den vier Toten, die er mittelbar oder unmittelbar auf dem Gewissen hat, viel mehr Schuld auf sich geladen hat, erklärt sich ebenfalls bereit dazu, zum Grab des Herrn zu pilgern. Da sie Stimmen hören, verstecken sie sich in einer Felsenhöhle.
Als Lysander und Olympie ihr Nachtspaziergang an dem Felsen vorbeiführt, stürmt Cardenio auf Lysander zu. Er möchte ihn jedoch nicht mehr töten, sondern ist zur Versöhnung bereit. Cardenio schildert, wie ihn die Gestalt von seinem ursprünglichen mörderischen Plan abgehalten hat – es stellt sich heraus, dass die Gestalt der Geist von Olympies verstorbener Mutter war. Unter Beisein von Ahasverus versöhnen sich alle und Cardenio und Celinde machen sich auf den Weg. Baron Viren seinerseits ist untröstlich, als ihn die Nachricht von Celindes Aufbruch erreicht, seine Schwester und Lysander wollen sich um den Trauerkloß kümmern.
Pamphilio erscheint und möchte sichergehen, dass Cardenio sich auf und davon gemacht hat. Lysander bejaht dies und Pamphilio ist beruhigt. Als die Häscher eintreffen, sind Cardenio und Celinde schon über die Landesgrenzen entschwunden und auf dem Weg nach Jerusalem – von dieser Pilgerreise handelt der zweite Teil des Doppeldramas.

### Die Rolle von Ahasverus inHalle
Die Figur des Ahasverus ist in Halle, dem ersten Teil des Doppeldramas Halle und Jerusalem, noch konsequent an der Figur Ahasverus aus der Flugschrift Kurtze Beschreibung und Erzehlung/ von einem Juden/ mit Namen Ahasverus aus dem Jahr 1602 orientiert, die den Anfang der Sagen vom Ewigen Juden bildet. Wie der Ahasverus der Flugschrift spricht Arnims Figur fließend unterschiedliche Sprachen, ist von innerer Unruhe und Rastlosigkeit geplagt. Das Motiv der Todessehnsucht bzw. der Hoffnung auf baldige Erlösung von seinen Qualen findet sich bei Arnim ebenfalls.

## Ausgaben
- Erstausgabe (1811) in der Google-Buchsuche
- Halle bei Zeno.org